# Cleetes
Cleetes (grec antic: Κλεοίτας, llatí: Cleoetas) fou un escultor i arquitecte que va construir el mecanisme de sortida de les curses de carros (anomenat áphesis) a l'estadi d'Olímpia. Va fer l'estàtua d'un guerrer en bronze que era a l'acròpoli d'Atenes en temps de Pausànias. Era fill d'Arístocles, i el seu fill també es va dir Arístocles. Hom atribueix el seu naixement a Sició i a Atenes.